# Pistonphone
Un pistonphone est un appareil d’étalonnage acoustique d’un microphone.
Il se présente généralement sous la forme d’une cavité dans laquelle on introduit le microphone à étalonner (le diamètre de la cavité et celui du microphone doivent correspondre). Le pistonphone émet un signal sonore à une fréquence fixe, qui va induire une pression vibratoire au niveau du microphone donnée par le constructeur du pistonphone. Les pistonphones les plus utilisés fonctionnent autour des 250 Hz et induisent une pression de l’ordre de 100 dB A.